# Zyta Gilowska
Zyta Janina Gilowskaⓘ z domu Napolska (ur. 7 lipca 1949 w Nowym Mieście Lubawskim, zm. 5 kwietnia 2016 w Świdniku) – polska ekonomistka, polityk i nauczyciel akademicki, profesor nauk ekonomicznych, minister finansów oraz wicepremier w rządach Kazimierza Marcinkiewicza oraz Jarosława Kaczyńskiego (2006–2007), posłanka na Sejm IV i VI kadencji (2001–2005 i 2007–2008), członkini Rady Polityki Pieniężnej (2010–2013).

## Życiorys

### Wykształcenie i działalność zawodowa
Córka Klemensa i Marii. Ukończyła studia w Instytucie Nauk Ekonomicznych Uniwersytetu Warszawskiego; doktoryzowała się (z ekonomiki rolnictwa) i habilitowała na Uniwersytecie Marii Curie-Skłodowskiej w Lublinie. W 1999 otrzymała tytuł naukowy profesora. Wykładała na Katolickim Uniwersytecie Lubelskim, gdzie od 2001 zajmowała stanowisko profesora zwyczajnego. Była też członkinią Komitetu Nauk Ekonomicznych Polskiej Akademii Nauk.

### Działalność polityczna

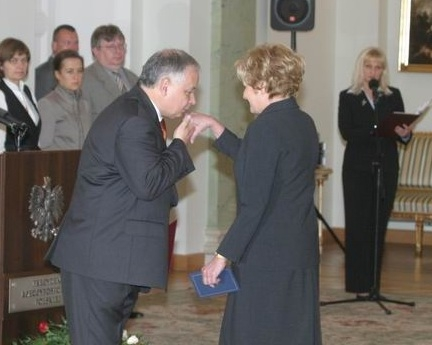
Prezydent Lech Kaczyński ponownie powołuje Zytę Gilowską na wicepremiera i ministra finansów, 22 września 2006

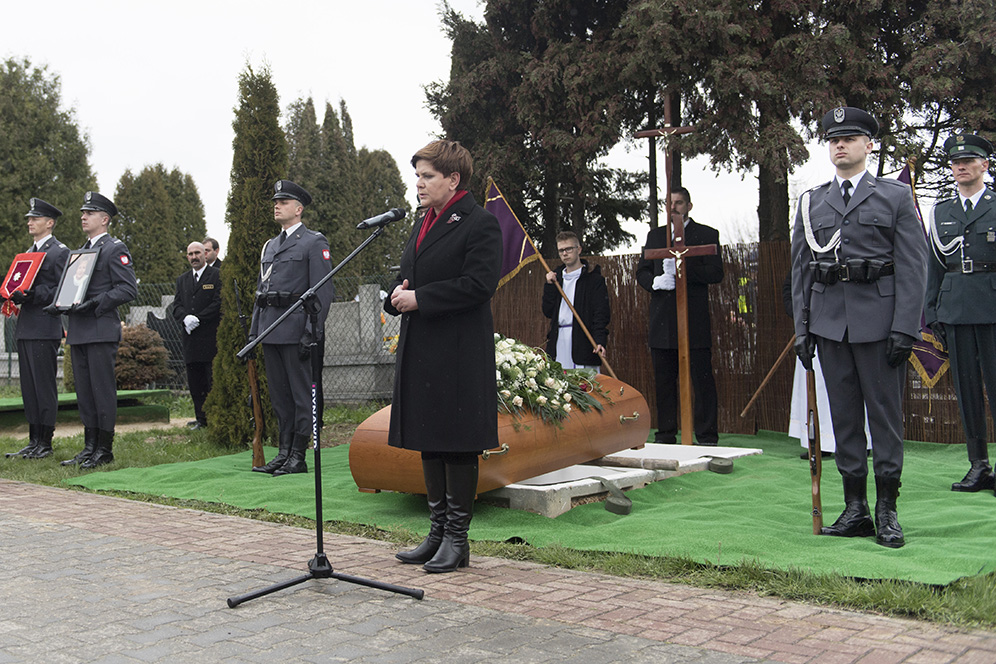
Prezes Rady Ministrów Beata Szydło przemawiająca na uroczystościach pogrzebowych Zyty Gilowskiej (11 kwietnia 2016)

W latach 90. działała w Kongresie Liberalno-Demokratycznym. Bez powodzenia kandydowała do Sejmu z 1. miejsca lubelskiej listy tej partii w wyborach parlamentarnych w 1993. Następnie należała do Unii Wolności, zasiadając w latach 1994–1996 w radzie krajowej. W latach 1990–1998 była radną rady miejskiej w Świdniku.
Była posłem na Sejm IV kadencji, zasiadała w klubie parlamentarnym Platformy Obywatelskiej. W wyborach startowała z okręgu lubelskiego, uzyskując 11 284 głosy. W Sejmie IV kadencji pełniła funkcję zastępcy przewodniczącej Komisji Finansów Publicznych. W PO zasiadała w prezydium klubu parlamentarnego, była przewodniczącą regionu lubelskiego i od 27 czerwca 2003 do 21 maja 2005 wiceprzewodniczącą partii. Wystąpiła z Platformy Obywatelskiej również w maju 2005 w związku z oskarżeniami o nepotyzm. Zarzucano jej, że zatrudniła w swoim biurze poselskim swoją synową oraz opłacała pracę swojego syna Pawła Gilowskiego jako eksperta prawnego z pieniędzy przeznaczonych na obsługę biura. Według Zyty Gilowskiej synowa została zatrudniona w biurze zanim poznała jej syna, a korzystanie z usług syna miało pozwolić na obniżenie kosztów ekspertyz. Kolejnym zarzutem wysuwanym pod jej adresem była próba umieszczenia syna na pierwszym miejscu lubelskiej listy PO, na co nie godziło się kierownictwo partii.
7 stycznia 2006 prezydent RP Lech Kaczyński na wniosek premiera Kazimierza Marcinkiewicza powołał ją na urząd wicepremiera i ministra finansów. Jej odwołanie nastąpiło 24 czerwca 2006, kiedy to rzecznik interesu publicznego Włodzimierz Olszewski zarzucił Zycie Gilowskiej „kłamstwo lustracyjne”. Sąd lustracyjny pierwszej instancji 6 września 2006 orzekł, że złożyła ona zgodne z prawdą oświadczenie lustracyjne.
22 września 2006 została powołana na wniosek premiera na stanowiska ministra finansów i wicepremiera w rządzie Jarosława Kaczyńskiego. 7 września 2007 została odwołana z funkcji wicepremiera i ministra finansów z jednoczesnym powołaniem na sekretarza stanu w Ministerstwie Finansów i tymczasowego kierownika resortu. 10 września tego samego roku ponownie została powołana na oba urzędy.
W wyborach parlamentarnych w 2007 po raz drugi uzyskała mandat poselski, kandydując z listy Prawa i Sprawiedliwości w okręgu poznańskim i otrzymując 54 307 głosów. 14 stycznia 2008 zrezygnowała z zasiadania w Sejmie, jej miejsce zajął Jan Libicki.
16 lutego 2010 prezydent Lech Kaczyński ogłosił decyzję o powołaniu jej w skład Rady Polityki Pieniężnej. Po uprzednim złożeniu przez nią rezygnacji, prezydent Bronisław Komorowski odwołał Zytę Gilowską z RPP 4 października 2013. W październiku 2015 została członkinią Narodowej Rady Rozwoju powołanej przez prezydenta Andrzeja Dudę.
Zmagała się z ciężką chorobą serca, zmarła w Świdniku 5 kwietnia 2016. Jej pogrzeb odbył się 11 kwietnia 2016; została pochowana na cmentarzu komunalnym w Świdniku.

## Odznaczenia i wyróżnienia
- Krzyż Wielki Orderu Odrodzenia Polski (2016, pośmiertnie)[10][11]
- Krzyż Komandorski Orderu Odrodzenia Polski (2009)[12][13]
- Odznaka honorowa „Za zasługi dla bankowości Rzeczypospolitej Polskiej” (2013)[14]
- Laureatka siódmej edycji plebiscytu „Srebrne Usta” w 2002 za polemikę z wicepremierem Grzegorzem Kołodką
- „Kobieta roku 2002” według czytelników „Twojego Stylu”